# Гэцзю
Гэцзю́ (кит. упр. 个旧, пиньинь Gèjiù) — городской уезд Хунхэ-Хани-Ийского автономного округа провинции Юньнань (КНР).

## История
После завоевания Дали монголами и вхождения этих мест в состав империи Юань в 1276 году был создан уезд Мэнцзы (蒙自县). Во времена империи Цин в 1707 году в деревушке Гэцзю был создан склад, на котором концентрировались собираемые в качестве податей олово и серебро. Из-за того, что в этой местности активно развивалось горное дело, в 1885 году здесь был создан отдельный Гэцзюский комиссариат (个旧厅). После Синьхайской революции в Китае была произведена реформа структуры административного деления, в ходе которой комиссариаты были упразднены, и в 1913 году Гэцзюский комиссариат стал уездом Гэцзю (个旧县).
После вхождения провинции Юньнань в состав КНР в 1950 году был образован Специальный район Мэнцзы (蒙自专区), и уезд вошёл в его состав; часть земель уезда была при этом выделена в состав нового уезда Синьминь. 10 января 1951 года уезд Гэцзю был преобразован в городской уезд и выведен из состава Специального района Мэнцзы, перейдя в непосредственное подчинение властям провинции Юньнань.
Постановлением Госсовета КНР от 16 сентября 1958 года городской уезд Гэцзю был передан в состав Хунхэ-Хани-Ийского автономного округа и стал местом пребывания его властей. В октябре того же года в состав Гэцзю были включены земли расформированного уезда Мэнцзы и часть земель расформированного уезда Кайюань.
Постановлением Госсовета КНР от 13 сентября 1960 года уезды Мэнцзы и Кайюань были воссозданы в прежних границах, оставшись при этом под юрисдикцией властей городского уезда Гэцзю.
Постановлением Госсовета КНР от 14 февраля 1961 года уезды Мэнцзы и Кайюань были переданы из-под юрисдикции Гэцзю в состав Хунхэ-Хани-Ийского автономного округа.
В 2003 году власти автономного округа переехали из городского уезда Гэцзю в уезд Мэнцзы.

## Административное деление
Городской уезд делится на 1 уличный комитет, 7 посёлков и 2 волости.